# Shoul
Shoul (en arabe : السهول) est une commune rurale de la préfecture de Salé, dans la région de Rabat-Salé-Kénitra, au Maroc. Elle ne dispose pas de centre urbain.
La commune rurale de Shoul est le chef-lieu du caïdat d'Arbaa Shoul, lui-même situé au sein du cercle de Salé-Banlieue.
Elle a connu, de 1994 à 2004 (années des derniers recensements), une légère baisse de population, passant de 19 959 à 19 706 habitants.